# انتخابات البرلمان الأوروبي 1994
الانتخابات الأوروبية لعام 1994 هي انتخابات برلمانية أقيمت في 12 دولة عضو في الاتحاد الأوروبي خلال شهر حزيران / يونيو 1994. شهدت هذه الانتخابات اندماج حزب الشعب الأوروبي مع الديمقراطيون الأوروبيون ‏ وزيادة في العدد الإجمالي للمقاعد ليصبح 567 مقعد كما شهدت تراجع بنسبة المشاركة حيث وصلت إلى 57٪ على المستوى الأوروبي.
شهدت السنوات الخمس التي مرت منذ الانتخابات السابقة اضطرابات سياسية هائلة في أوروبا. تضمنت هذه التغييرات نهاية الشيوعية في أوروبا وإعادة توحيد ألمانيا وتفكك الاتحاد السوفيتي والطلاق المخملي في تشيكوسلوفاكيا وتفكك يوغوسلافيا. كما شكّل اندماج خمس ولايات ألمانية وبرلين في جمهورية ألمانيا الاتحادية أول توسع مادي للمفوضية الأوروبية منذ 1986. وكانت نهاية الحرب الباردة تعني أن ثلاث دول محايدة سياسياً في أوروبا قد بدأت عملية الانضمام إلى الاتحاد الأوروبي. من شأنه أن يتوج بتوسيع الاتحاد الأوروبي في عام 1995 ‏. كان الاتحاد الأوروبي نفسه قد اتخذ اسمه الحالي من خلال اعتماد معاهدة ماستريخت في عام 1993.